# Siri Tollerod
Siri Tollerod (Kristiansand, 18 agosto 1987) è una modella norvegese.

## Biografia
Tollerod ha iniziato la scuola all'età di 7 anni. Era sempre attiva fuori dalla scuola e amava diversi sport. Ha una sorella minore di nome Susanne.
È stata scoperta dalla scout Donna Ioanna durante lo shopping natalizio da H&M nel centrocommerciale Sørlandssenteret. Tollerød si è trasferita a Milano, in Italia, nel settembre 2006 per provare a fare la modella per un'estate. È tornata presto a casa per conseguire il diploma di scuola superiore. Subito dopo il diploma, ha firmato con Trump Models e le è stato chiesto di posare per Vogue Italia.
Si è trasferita a New York nell'aprile 2007 per dedicarsi a tempo pieno alla carriera di modella e, nel corso del primo anno, è apparsa in una campagna DKNY, ha aperto e chiuso le sfilate primaverili di D&G, è stata sulla copertina di 10 e ha fotografato Prada Sport con Steven Meisel. Nell'ottobre 2009, Tollerød ha cambiato agenzia, passando da Trump a DNA Model Management.

### Carriera
Tollerød è stata fotografata da fotografi tra cui Steven Meisel, Karl Lagerfeld, Steven Klein ed Ellen von Unwerth. Le sue copertine includono diverse edizioni internazionali di Vogue, French Revue de Modes, Elle e altre riviste. È apparsa in editoriali per Dazed & Confused, Numéro, V, Harpers Bazaar, W, Allure, Elle e diverse edizioni internazionali di Vogue.
Ha posato per Dolce & Gabbana, Christian Lacroix, Louis Vuitton, Calvin Klein, Chanel, Dior e Prada. Una delle preferite di Karl Lagerfeld, Tollerød è una presenza fissa sulle passerelle di Chanel, e ha aperto le sfilate RTW autunno 2008 e Pre-Fall 2008.
È apparsa in campagne pubblicitarie per Barneys New York, Bergdorf Goodman, DKNY, GAP, John Galliano, Max Mara, Miu Miu, PradaSportmax, Valentino e White House Black Market. Tollerød è stata il volto del profumo Rock 'n Dreams di Valentino e del profumo World of Harajuku Lovers di Gwen Stefani. In Brasile è stata il volto di numerose campagne pubblicitarie di Victor Hugo.
Tollerød ha anche recitato in un film di moda intitolato "Matchstick Girl". Il film è stato presentato in anteprima alla Soho House di New York il 14 aprile 2011.

## Attività di beneficenza
Tollerød ha collaborato con diverse modelle e stilisti famosi per sensibilizzare l'opinione pubblica a favore dell'Environmental Justice Foundation.